# Bertrandia bicoloripes
Bertrandia bicoloripes is een keversoort uit de familie keikevers (Psephenidae). De wetenschappelijke naam van de soort werd in 1943 gepubliceerd door Maurice Pic.